# Nectophrynoides wendyae
Espèce
Statut de conservation UICN

 CR B1ab(iii) : 
En danger critique
Statut CITES
Nectophrynoides wendyae est une espèce d'amphibiens de la famille des Bufonidae.

## Répartition
Cette espèce est endémique des monts Udzungwa dans l'est de la Tanzanie. Elle se rencontre entre 1 500 et 1 600 m d'altitude.

## Description
Les mâles mesurent jusqu'à 17,6 mm et les femelles jusqu'à 21,6 mm.

## Étymologie
Cette espèce est nommée en référence à Wendy Clarke, l'épouse du descripteur.

## Publication originale
- Clarke, 1988 : The amphibian fauna of the East African rainforests, including the description of a new species of toad, genus Nectophrynoides Noble 1926 (Anura Bufonidae). Tropical Zoology, vol. 1, p. 169-177 (texte intégral).